# Салчићи
Салчићи или салњаци су десерт, слатке кифлице са пекмезом и свињским салом, карактеристичан за српску кухињу.
Салчићи се праве као лиснато тесто, али се уместо класичних масноћа као што су путер или уље које се користе за израду лиснатог теста, користи свињско сало што салчићима даје карактеристичан богат мирис. За припрему ове посластице, користи се сало у изворном чврстом облику, а не топљена свињска маст. Оно се размазује између слојева теста и тако добија лиснати карактер кифлица, које се филују пекмезом.